# 사구체 여과율

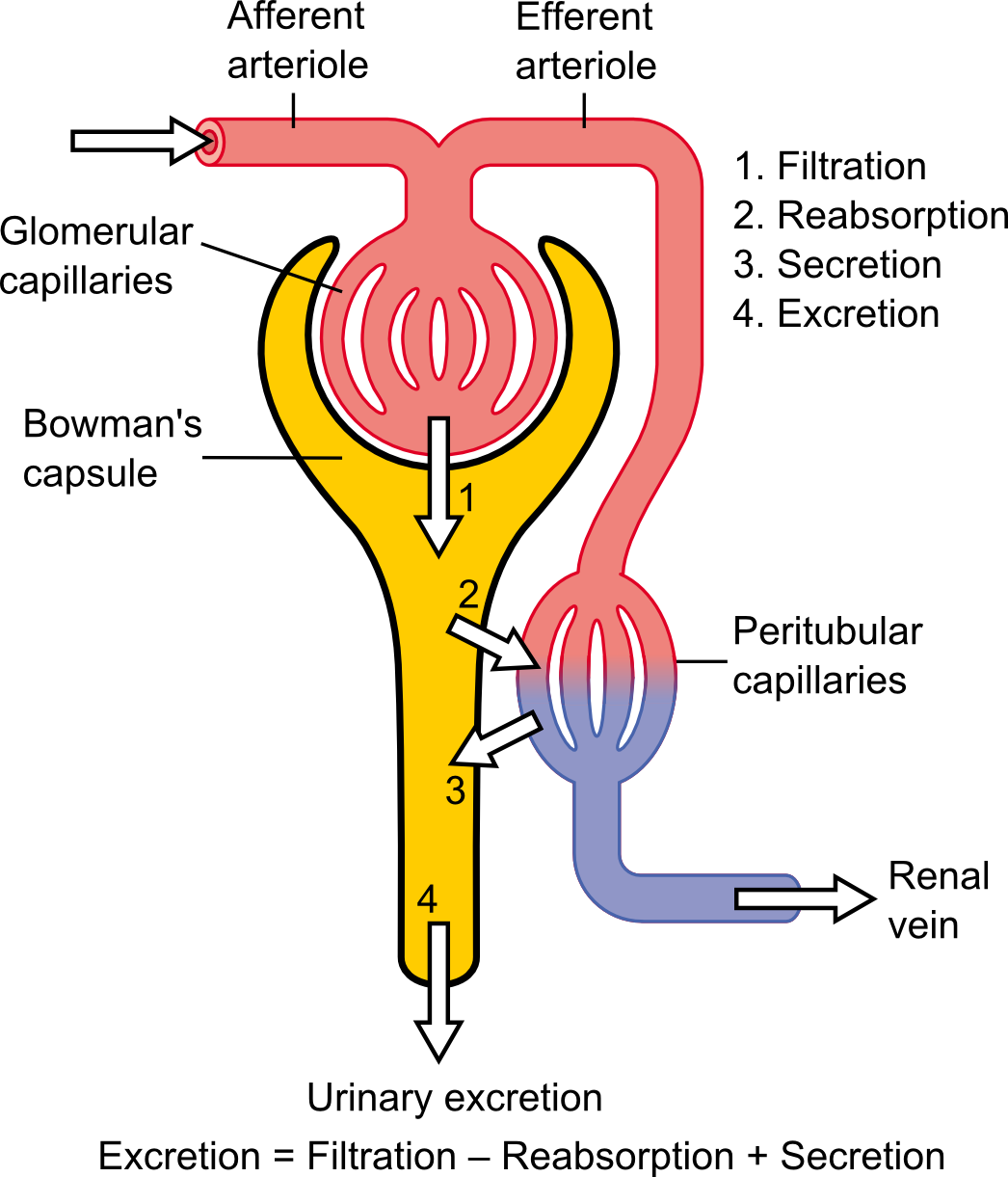
도식적인 콩팥단위(nephron)와 그 혈액 공급을 보여주는 그림. 콩팥 단위가 체액과 전해질을 처리하는 기본 생리학적 기전(여과(filtration), 분비(secretion), 재흡수(reabsorption), 배설(excretion))이 표시되어 있다.

신장 기능(renal function, 콩팥 기능)은 산-염기 균형 유지, 체액 균형(fluid balance) 조절, 나트륨, 칼륨 및 기타 전해질 조절, 독소 제거; 포도당, 아미노산 및 기타 소분자의 흡수, 혈압 조절, 에리스로포이에틴과 같은 다양한 호르몬 생산, 그리고 비타민 D 활성화 등을 포함한다.
신장에는 많은 기능이 있는데, 잘 기능하는 신장은 사구체 여과라고 알려진 과정에서 혈액을 여과함으로써 이를 실현한다. 신장 기능의 주요 척도는 사구체 여과율(glomerular filtration rate, GFR, 토리 여과율)이다. 사구체 여과율은 신장을 통과하는 여과된 체액의 유량이다. 크레아티닌 청소율(creatinine clearance rate, CCr 또는 CrCl)은 단위 시간당 크레아티닌이 제거되는 혈장의 양이며 GFR을 근사화하는 데 유용한 척도이다. 크레아티닌 청소율은 크레아티닌 분비로 인해 GFR을 초과하는데, 이는 시메티딘(cimetidine)에 의해 차단될 수 있다. GFR과 CCr은 모두 혈액과 소변 내 물질의 비교 측정을 통해 정확하게 계산할 수도 있고 혈액 검사 결과(eGFR 및 eCCr)만을 사용하여 공식으로 추정할 수도 있다. 이러한 검사 결과는 신장의 배설 기능을 평가하는 데 사용된다. 만성 신장 질환의 병기(stage)는 GFR 및 알부민뇨와 신장 질환의 원인에 따라 결정된다.
이제 추정 GFR(estimated GFR, eGFR)은 GFR의 일상적인 평가를 위해 임상 실무 지침 및 규제 기관에서 권장되는 반면, 측정된 GFR(measured GFR, mGFR)은 보다 정확한 평가가 필요할 때 확증 검사로 권장된다.

## 정의
사구체 여과율(GFR)은 단위 시간당 신장 사구체 모세혈관에서 보우만낭으로 여과되는 체액의 양이다. GFR의 생리학적 유지의 핵심은 구심성(입력) 세동맥과 원심성(출력) 세동맥의 차별적인 기저 긴장도이다(다이어그램 참조). 즉, 여과율은 수입 세동맥의 혈관 수축으로 인해 생성된 더 높은 혈압과 원심성 세동맥의 더 적은 혈관 수축으로 인해 생성된 더 낮은 혈압 간의 차이에 따라 달라진다.
GFR은 용질이 자유롭게 여과되고 신장에서 재흡수되거나 분비되지 않을 때 신장 청소율(renal clearance rate)과 동일하다. 따라서 측정되는 비율은 계산 가능한 혈액량에서 유래된 소변 내 물질의 양이다. 이 원리를 아래 방정식과 연관시키면 사용된 물질의 경우 소변 농도와 소변 흐름의 곱은 소변이 수집되는 동안 배설된 물질의 질량과 같다. 이 질량은 네프론에 아무것도 추가되거나 제거되지 않으므로 사구체에서 여과된 질량과 같다. 이 질량을 혈장 농도로 나누면 질량이 원래 나온 혈장의 부피, 즉 앞서 언급한 기간 내에 보우만 캡슐에 들어간 혈장 유체의 부피가 된다. GFR은 일반적으로 시간당 부피 단위(예: 분당 밀리리터(mL/min))로 기록된다. 거르기 분율(filtration fraction, 여과분율)과 비교해보자.
{\displaystyle GFR={\frac {{\mbox{소변 농도}}\times {\mbox{소변 흐름}}}{\mbox{혈장 농도}}}}
사구체 여과율(GFR 또는 eGFR)을 계산하거나 추정하는 데 사용되는 여러 가지 기술이 있다. 위 공식은 청소율과 동일한 경우에만 GFR 계산에 적용된다.

## 같이 보기
- 청소율 (약리학)
- 신장의 오줌 생성 및 조절
- 콩팥 혈류량
- 집합관계
- 신장 청소율